# Stanisław Beszczyński
Stanisław Beszczyński (ur. 16 lipca 1891 w Ostrzeszowie, zm. 7 marca 1947 w Katowicach) – polski działacz niepodległościowy, sportowy, dyplomata, powstaniec śląski.

## Życiorys
Był synem Stanisława (1855–1927) działacza narodowego, współzałożyciela Towarzystwa Gimnastycznego „Sokół” w Katowicach, aktywnego w cechu zegarmistrzów współorganizatora w 1922 r. Śląskiej Izby Rzemieślniczej.
Sam był działaczem TG „Sokół” II Katowice, prezesem Polskiego Związku Motocyklowego, Śląskiego Okręgowego Związku Atletycznego. Był pionierem sześcioboju ciężkoatletycznego, którego regulamin opracował. W początku lat trzydziestych był prezesem Śląskiego Towarzystwa Łowieckiego. Był też prezesem Polskiego Związku Zrzeszeń Gospodarczych, z ramienia którego zasiadał w Radzie Przybocznej Izby Handlowej, a po przekształceniu jej w Izbę Przemysłowo-Handlową w Katowicach nadal działał w jej Sekcji Handlowej.
W latach 1929–1947 był w Katowicach właścicielem domu przy ulicy Warszawskiej 5 (wówczas Piłsudskiego) i mieszczącej się w nim kawiarni Liborius Otto. Pełnił funkcję konsula honorowego Królestwa Węgier w Katowicach, konsulat mieścił się początkowo przy ulicy Mickiewicza 14, następnie został przeniesiony na Warszawską 5.
W 1936 roku oskarżony o udzielenie korzyści majątkowej. Wraz z Lucjanem Sikorskim oraz Antonim Balcerem – dyrektorem generalnym Syndykatu Polskich Hut Żelaznych stanęli przed sądem, który z braku dowodów w pierwszej instancji uniewinnił oskarżonych z postawionych zarzutów. Prokurator odwołał się do sądu apelacyjnego, który w marcu 1938 uznał jednak winę oskarżonych. Wybuch wojny spowodował, że odwołanie przed Sądem Najwyższym nie zostało rozpatrzone.
Krótko po wkroczeniu Niemców został aresztowany – był więziony w Mysłowicach i w Krakowie, jednak jego kawiarnia działała przez cały czas wojny, prowadzona przez żonę. W 1945 r. Beszczyński odzyskał lokal i nadał mu nową nazwę „Lotos”.